# مانتگامری سیتی (میزوری)
مونتگومری سیتی (به انگلیسی: Montgomery City) یک شهر در ایالات متحده آمریکا است که در شهرستان مونتگومری، میزوری واقع شده‌است. مونتگومری سیتی ۸٫۲۹ کیلومتر مربع مساحت و ۲٬۸۳۴ نفر جمعیت دارد و ۲۵۱ متر بالاتر از سطح دریا قرار دارد.